# Adeja Lambert
Adeja Onye' Lambert (Rockford, 25 gennaio 1996) è una pallavolista statunitense, nel ruolo di schiacciatrice.

## Biografia
Figlia di Alfonzo e Amy Lambert, nasce a Rockford, in Illinois. Ha un fratello, di nome Alfonzo Lambert II, calciatore alla University of Northern Iowa.

## Carriera

### Club
La carriera di Adeja Lambert inizia nei tornei scolastici dell'Illinois con la Keith Country Day School. Dopo il diploma gioca a livello universitario nella NCAA Division I con la Michigan, di cui fa parte dal 2014 al 2017.
Firma il suo primo contratto professionistico col Kuusamon nel campionato 2018-19, approdando nella Lentopallon Mestaruusliiga: dopo un biennio nella formazione finlandese, nella stagione 2020-21 si accasa nella 1. Bundesliga tedesca col Münster, mentre nella stagione seguente fa ritorno al Kuusamon, conquistando la Coppa di Finlandia e lo scudetto.

## Palmarès

### Club
- Campionato finlandese: 1

2021-22
- Coppa di Finlandia: 1

2021